# Mezquita de Nabi Yahya
La Mezquita de Nabi Yahya (en árabe: جامع النبي يحيى‎ -Ŷama'a Nabi Yahya-, literalmente, "Mezquita del Profeta Juan") es la principal mezquita de la localidad de Sebastia, en Palestina. Se encuentra en la plaza central del pueblo. Está construida con grandes muros de contención y, en su patio, una escalera baja desde la pequeña estructura abovedada hacia una cueva. En ella hay seis nichos que tradicionalmente se han relacionado con Eliseo, Abdías y Juan el Bautista, todos ellos profetas del islam. Sin embargo, la Mezquita de los Omeyas, en Damasco, también afirma contener una tumba con el cuerpo de Juan.

## Historia
Ya desde tiempos bizantinos, el lugar donde se halla la Mezquita de Nabi Yahya se identificaba con el sitio donde los seguidores de Juan el Bautista llevaron su cuerpo para darle sepultura. En la Biblia, Mateo 14:12 simplemente afirma que "sus discípulos vinieron y sacaron el cuerpo [de Juan] y lo enterraron".
En el periodo de dominio bizantino de Palestina se erigió una iglesia en este lugar que posteriormente sería reemplazada por la Catedral de San Juan Bautista, construida por los cruzados en 1160. Según la tradición local, tanto cristiana como musulmana, la celda donde Juan el Bautista fue arrestado y el lugar en el que fue decapitado también se encuentran en Sebastia, aunque esto habría sucedido en la vecina Iglesia de la Cabeza (Kniset el-Ras), construida por los bizantinos en el siglo V. Por su parte, el historiador de siglo I Flavio Josefo, que afirmó que Juan el Bautista había sido ejecutado en Maqueronte, ubicaría pues su muerte más allá del río Jordán, a unos 130-145 kilómetros de distancia.
Saladino convirtió la iglesia cruzada en una mezquita en 1187, si bien otras fuentes indican que fueron los mamelucos quienes la convirtieron en 1261. La mezquita fue restaurada y reconstruida en gran parte durante el siglo XIX, cuando los otomanos controlaban Palestina.
En 1870, el  explorador francés Victor Guérin visitó la zona y escribió: "En el extremo occidental del monumento se erige un santuario musulmán coronado por una pequeña cúpula agujereada con estrechas ventanas que dejan entrar una tenue luz a la cripta que cubre. Esta cripta probablemente pertenecía a la antigua basílica, reemplazada por el edificio que ahora está también en ruinas. El descenso se realiza mediante una escalera de quince escalones; después, tras cruzar un rellano que en su día estuvo cerrado por una puerta monolítica, bajas dos escalones más y te encuentras en una cripta que en el pasado estuvo cubierta con pequeñas losas de mármol de diferentes colores a modo de mosaico. Aquí está la puerta de la que acabo de hablar: unas molduras la dividen en distintos compartimentos; tiene bisagras labradas en el grueso del bloque que forma la piedra. Esta cripta, de pequeñas dimensiones, contiene una cámara sepulcral dividida en tres nichos arqueados paralelos, con piedras talladas colocadas en intervalos regulares entre ellos. Solo se pueden ver haciendo pasar algo de luz a través de tres pequeñas aperturas que hay en el muro de la cámara. Según una antigua tradición, uno de estos compartimentos es la tumba de San Juan el Bautista, y los otros son los de los profetas Abdías y Eliseo."
Poco después, también en los años setenta del siglo XIX, el Fondo para la Exploración de Palestina realizó excavaciones en la zona que fueron descritas en su Estudio de Palestina Occidental  como "una mera cáscara, la mayor parte de los pilares del techo y de los pasillos han desaparecido, y se ha construido un moderno maqam (santuario) sobre la cripta. La longitud interior de la estructura es de 158 pies (unos 48 metros) y su anchura es de 74 pies (unos 22,5 metros); la pared oeste tiene un grosor de 10 pies (unos 3 metros), la pared norte 8 pies (unos 2,4 metros) y la pared sur 4 pies (unos 1,2 metros). Había seis vanos, de los que el segundo por el este es más grande, probablemente porque sobre él había una cúpula. En el lado este hay tres ábsides hacia la nave y pasillos, teniendo el ábside central 30 pies (unos 9 metros) de diámetro, lo que coincide con la anchura de la nave. Los pilares tenían cuatro columnas anexas, una a cada lado; en el lado oeste había un portal y dos ventanas; en el lado sur aún quedan cuatro ventanas, y en el norte tres."

## Galería

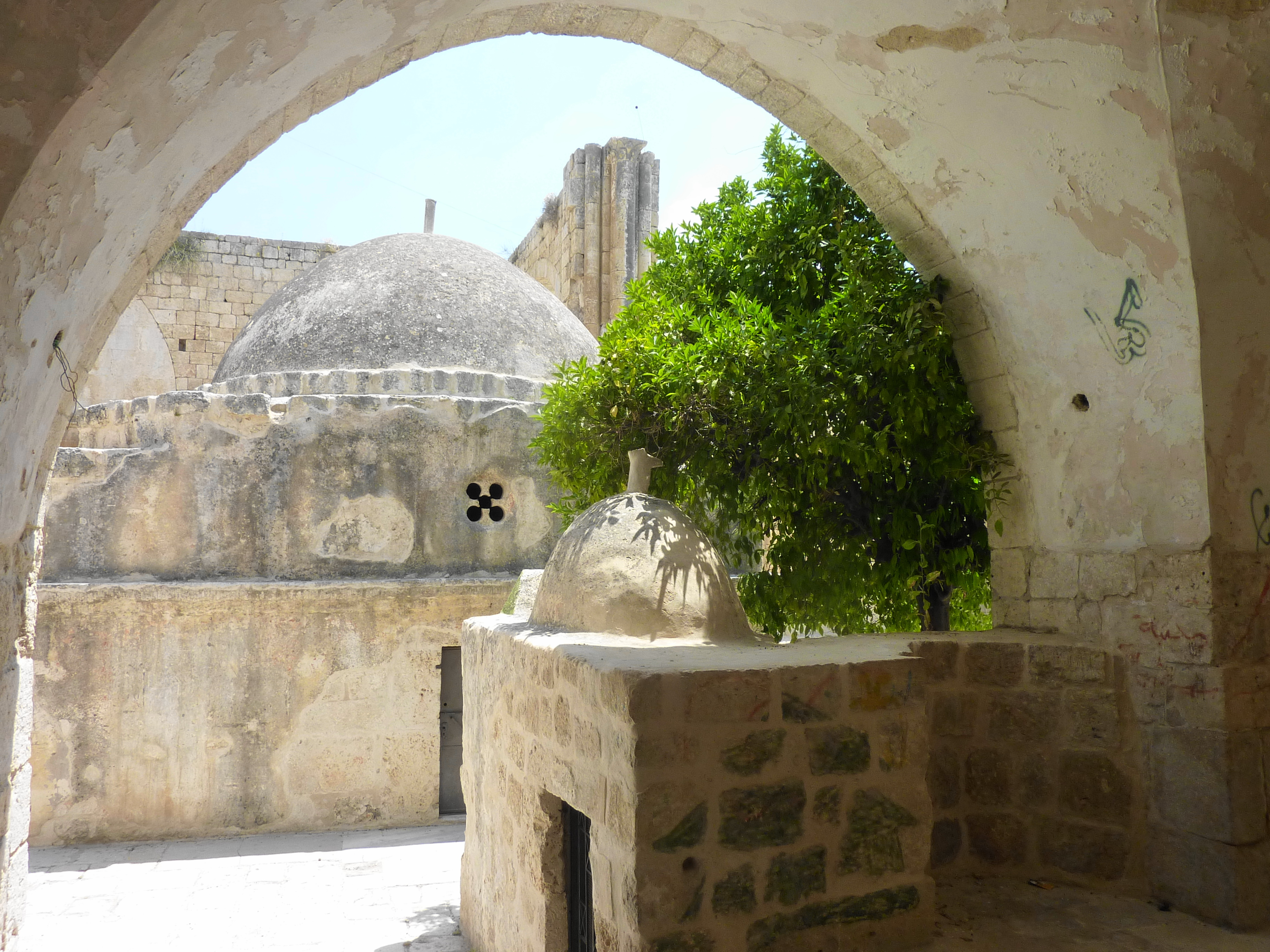
Patio de la mezquita
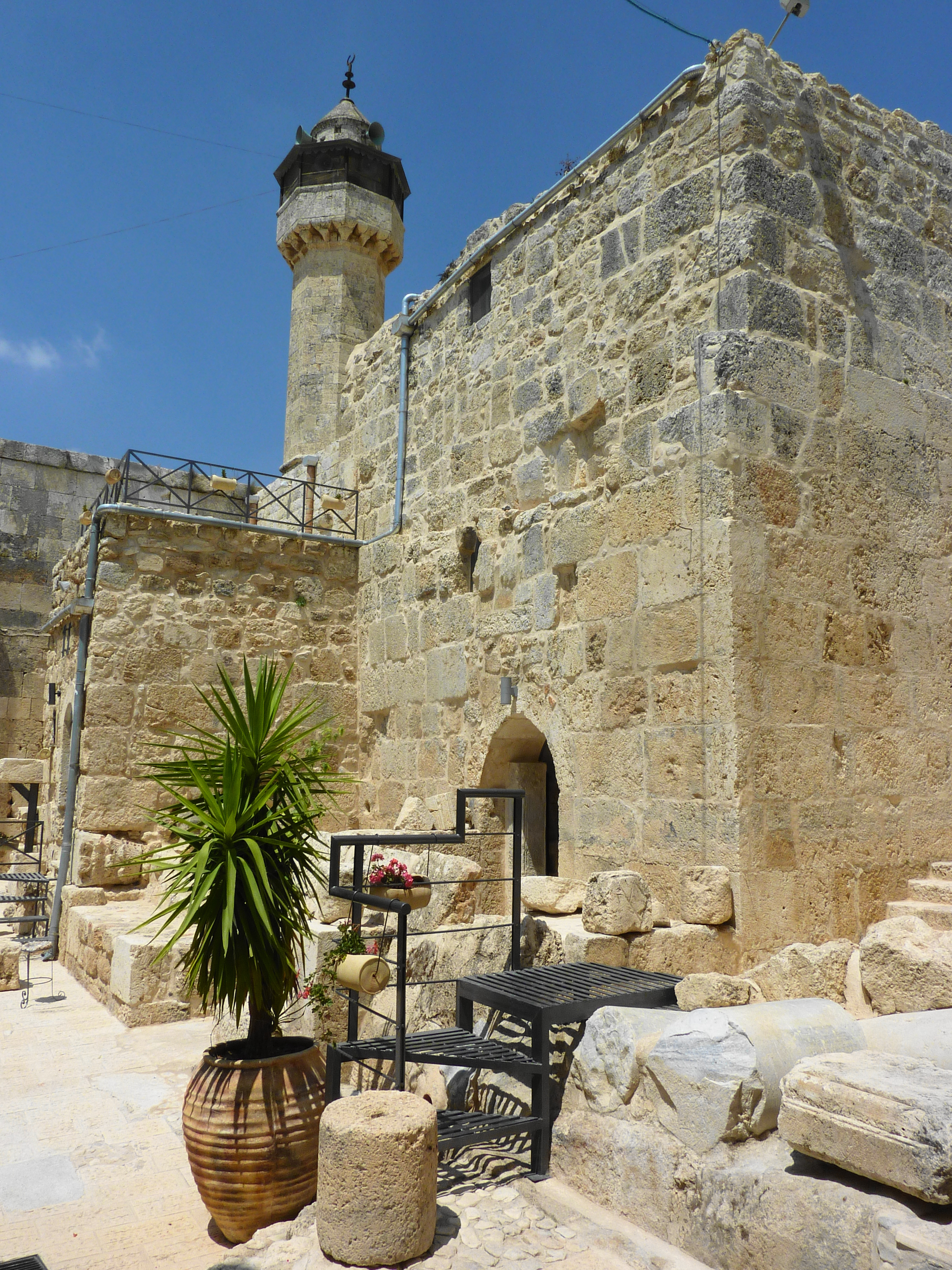
Vista exterior de la mezquita y el minarete
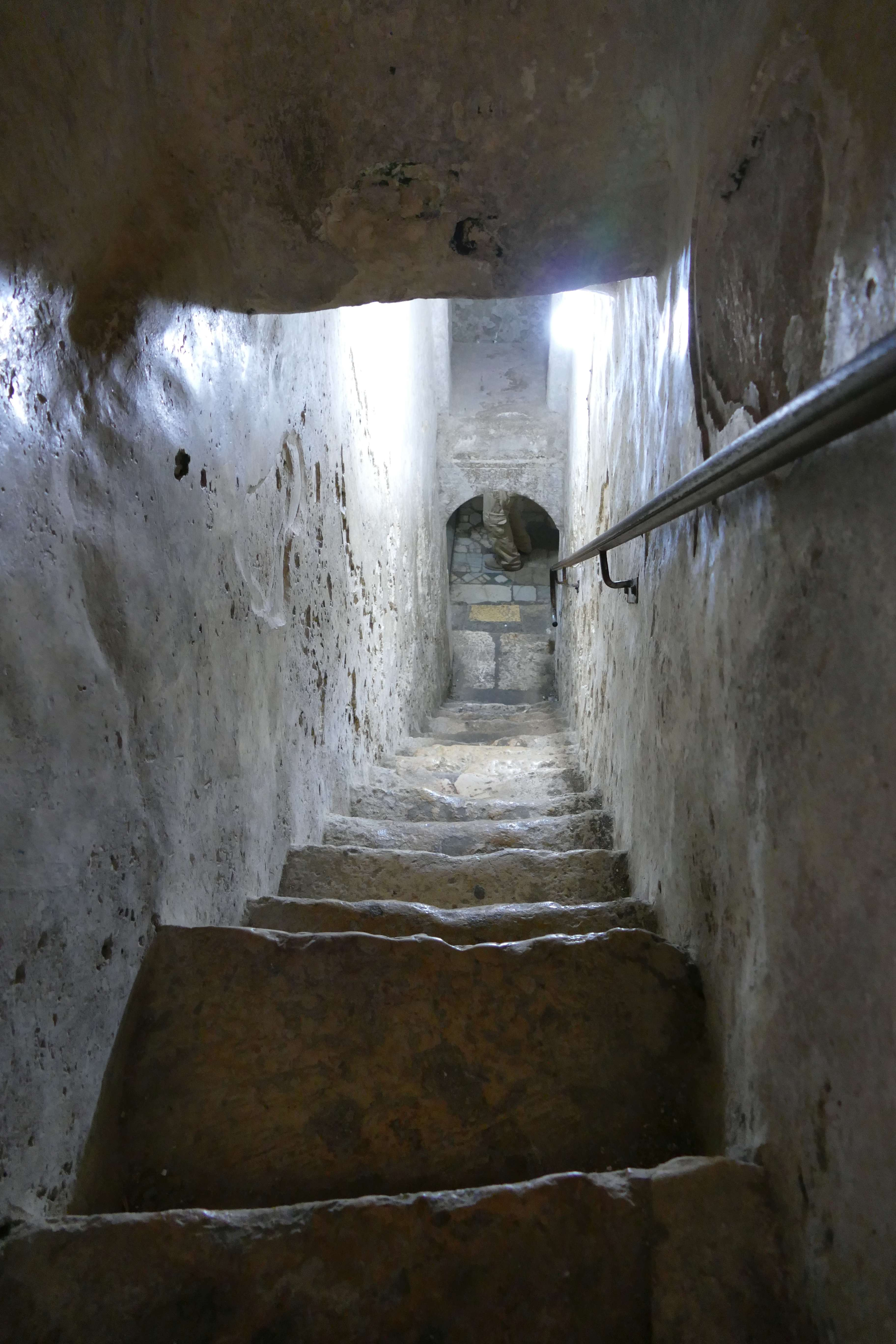
Escaleras de bajada a la cripta
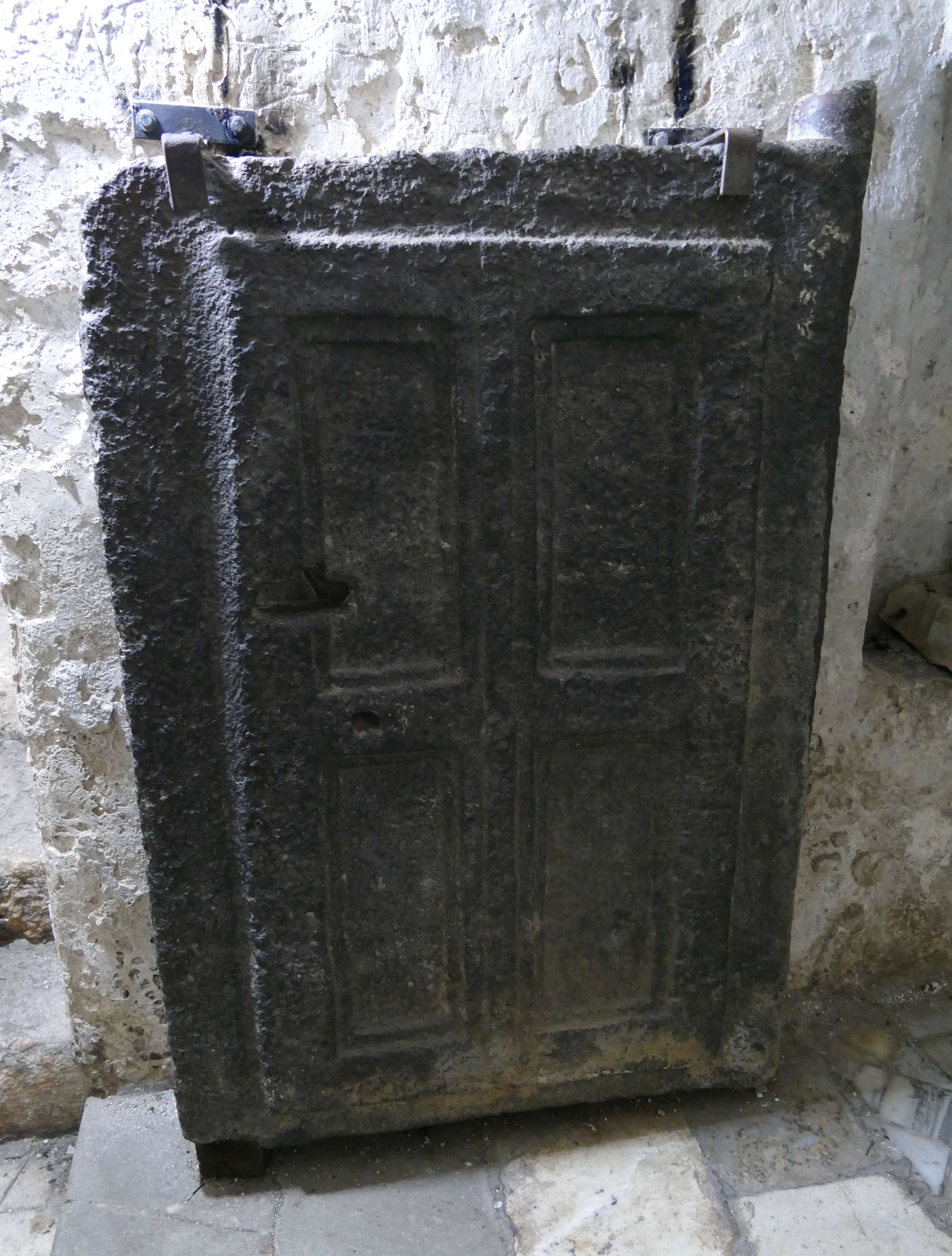
Puerta de la cripta, de época bizantina
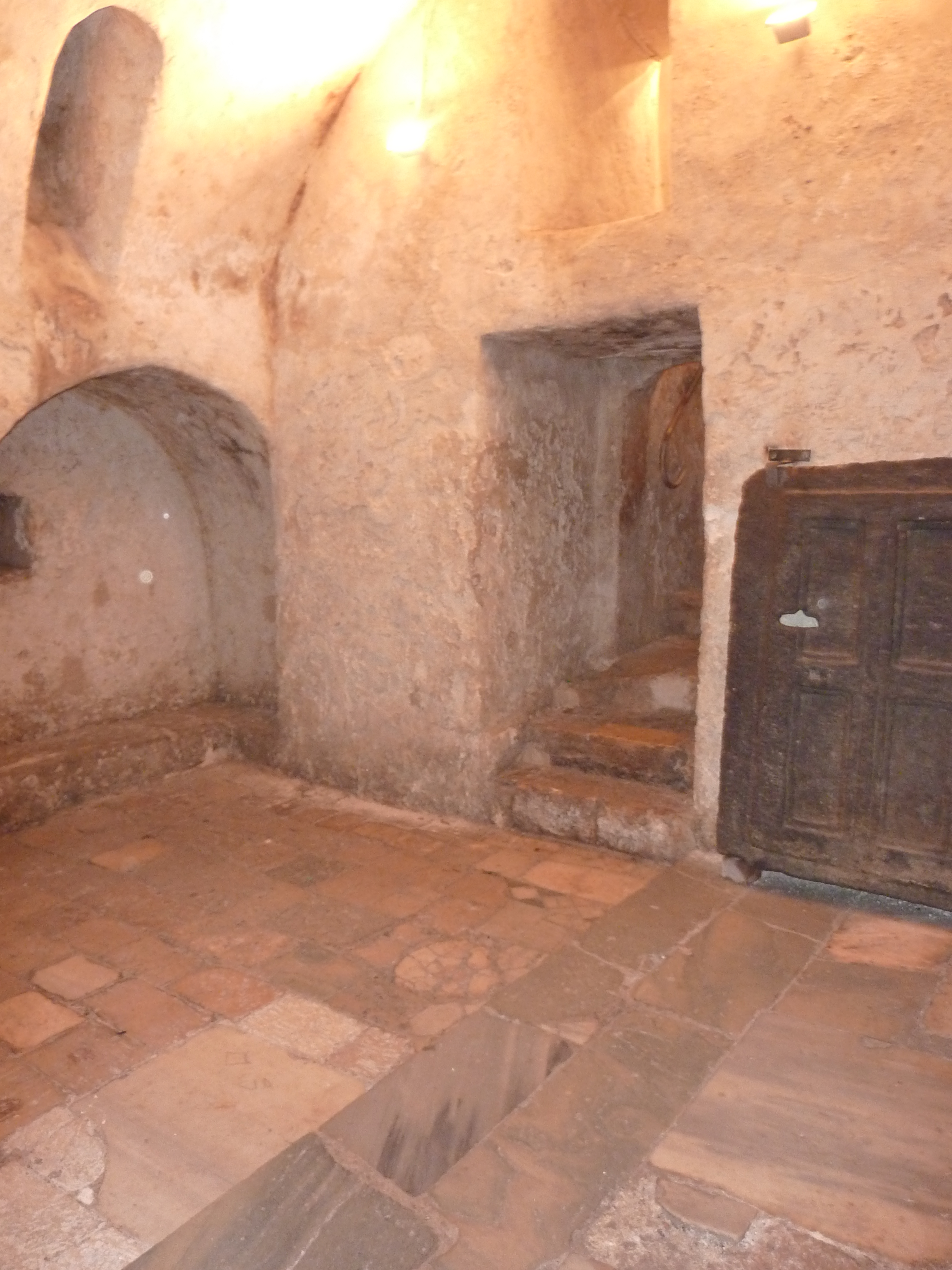
Cripta donde se encuentra la tumba de Juan el Bautista
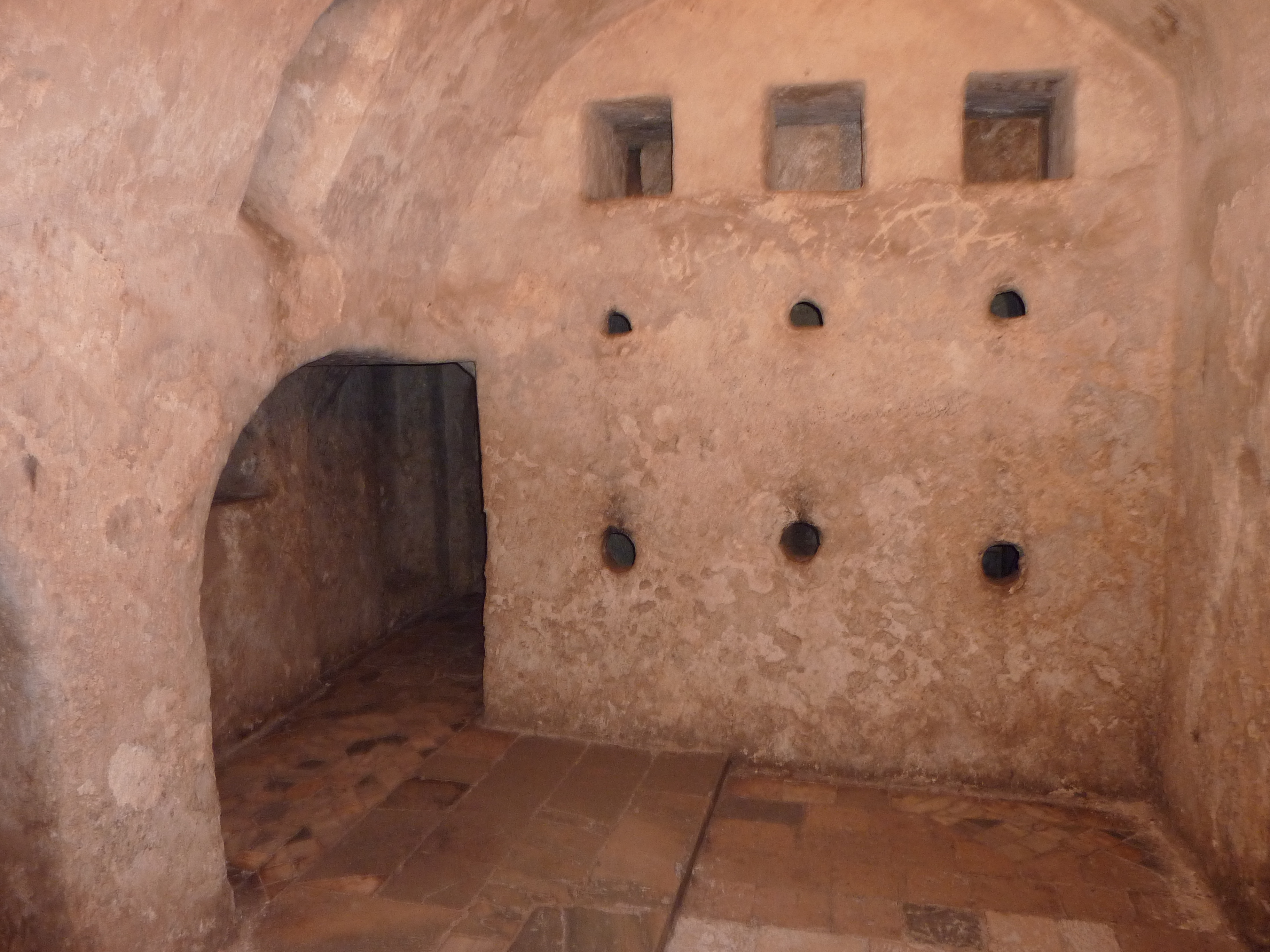
Otra imagen de la cripta
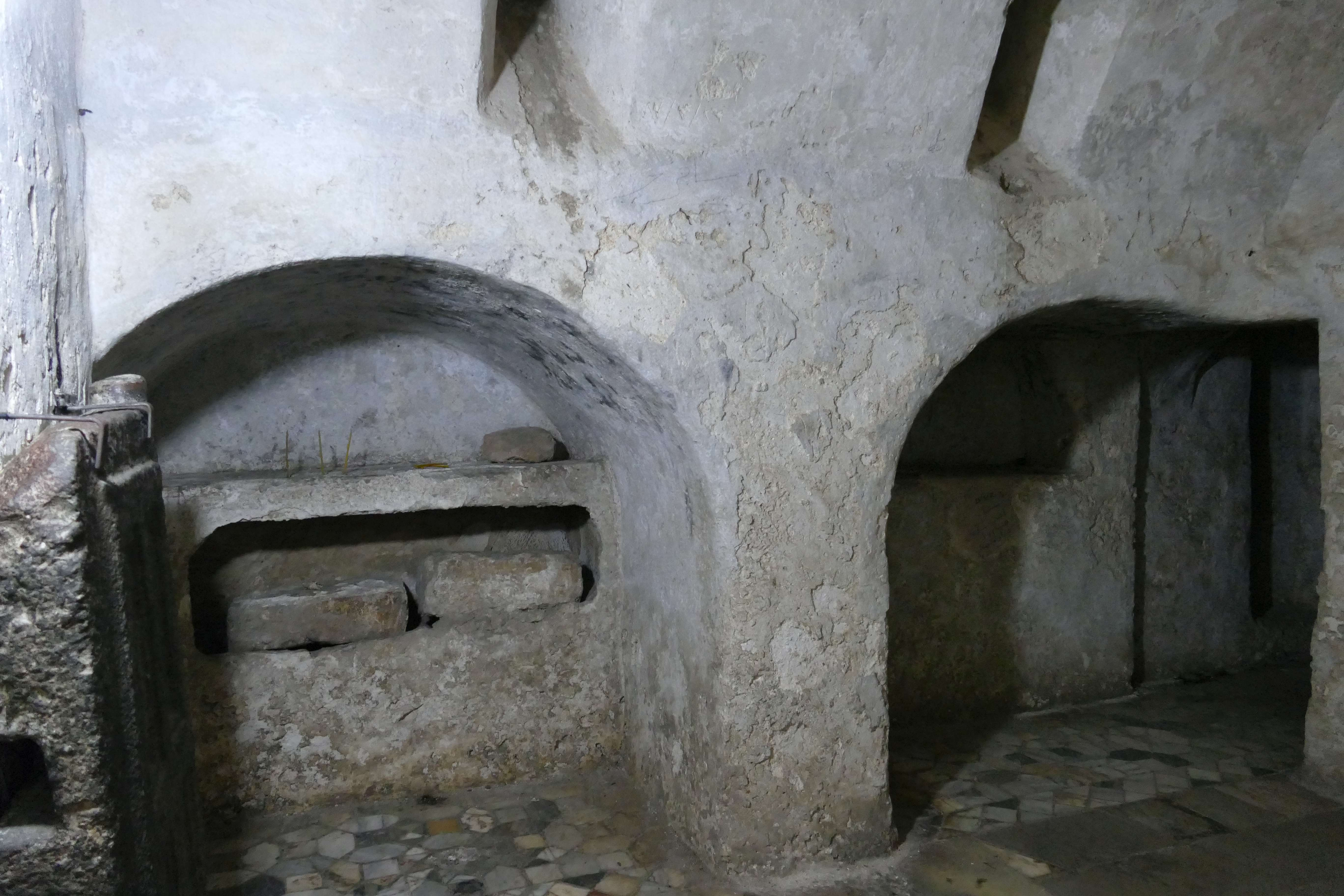
Nichos de la cripta
La mezquita en ruinas a mediados del siglo XIX
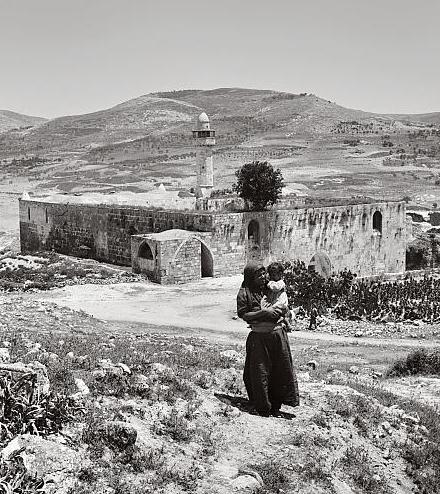
La mezquita en los años veinte
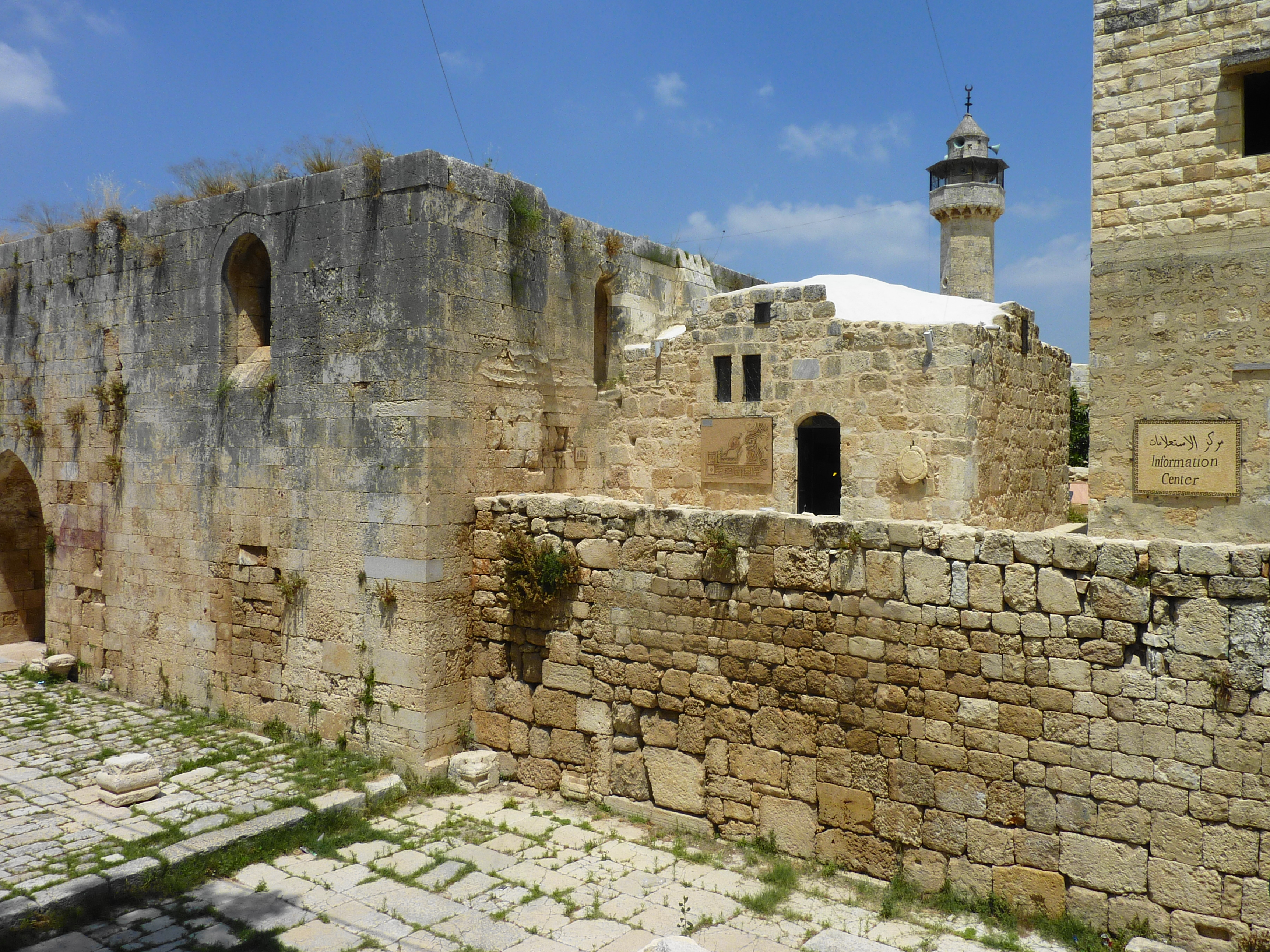
Imagen exterior de la mezquita
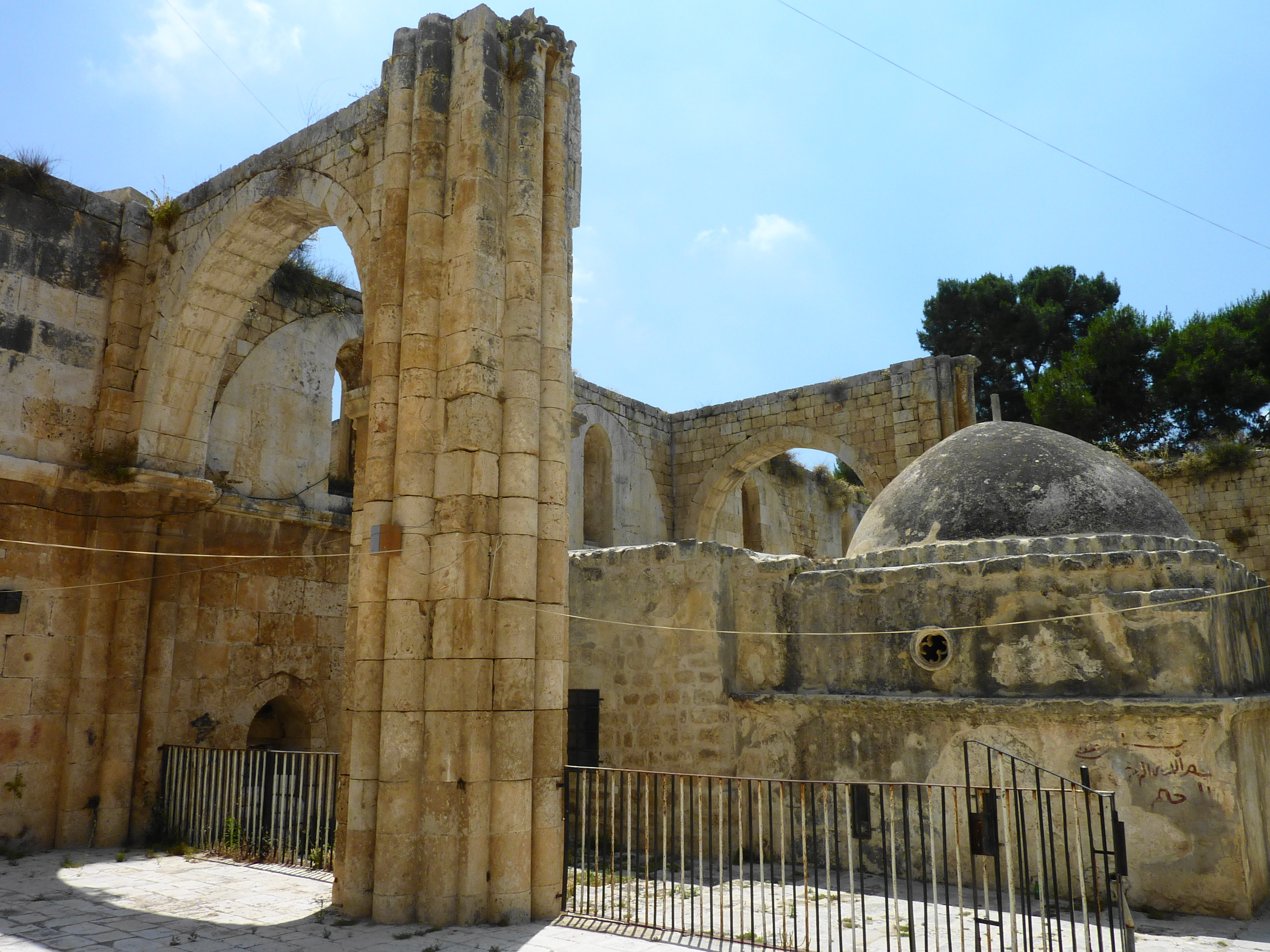
Restos de la basílica cruzada
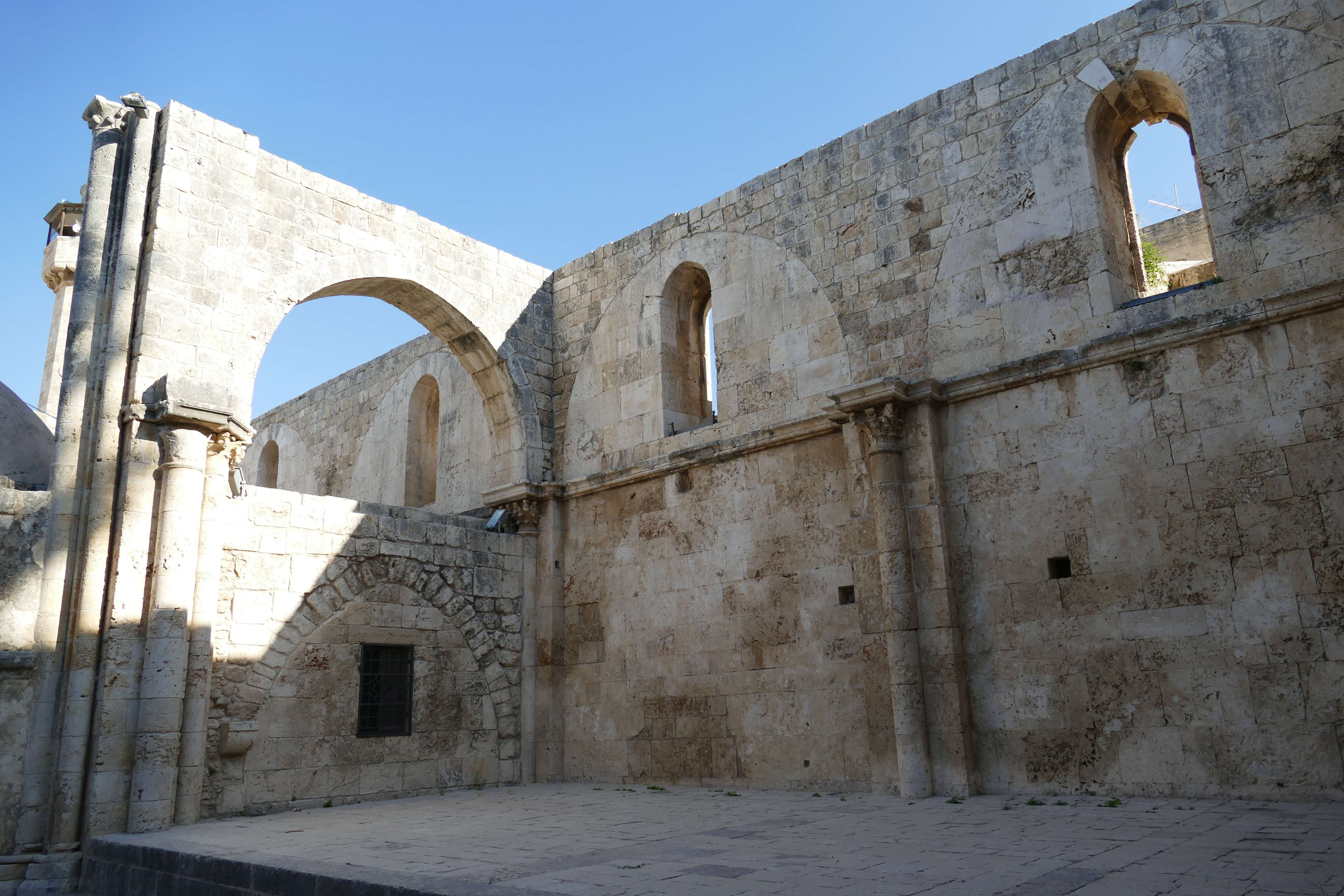
Muros de la basílica cruzada
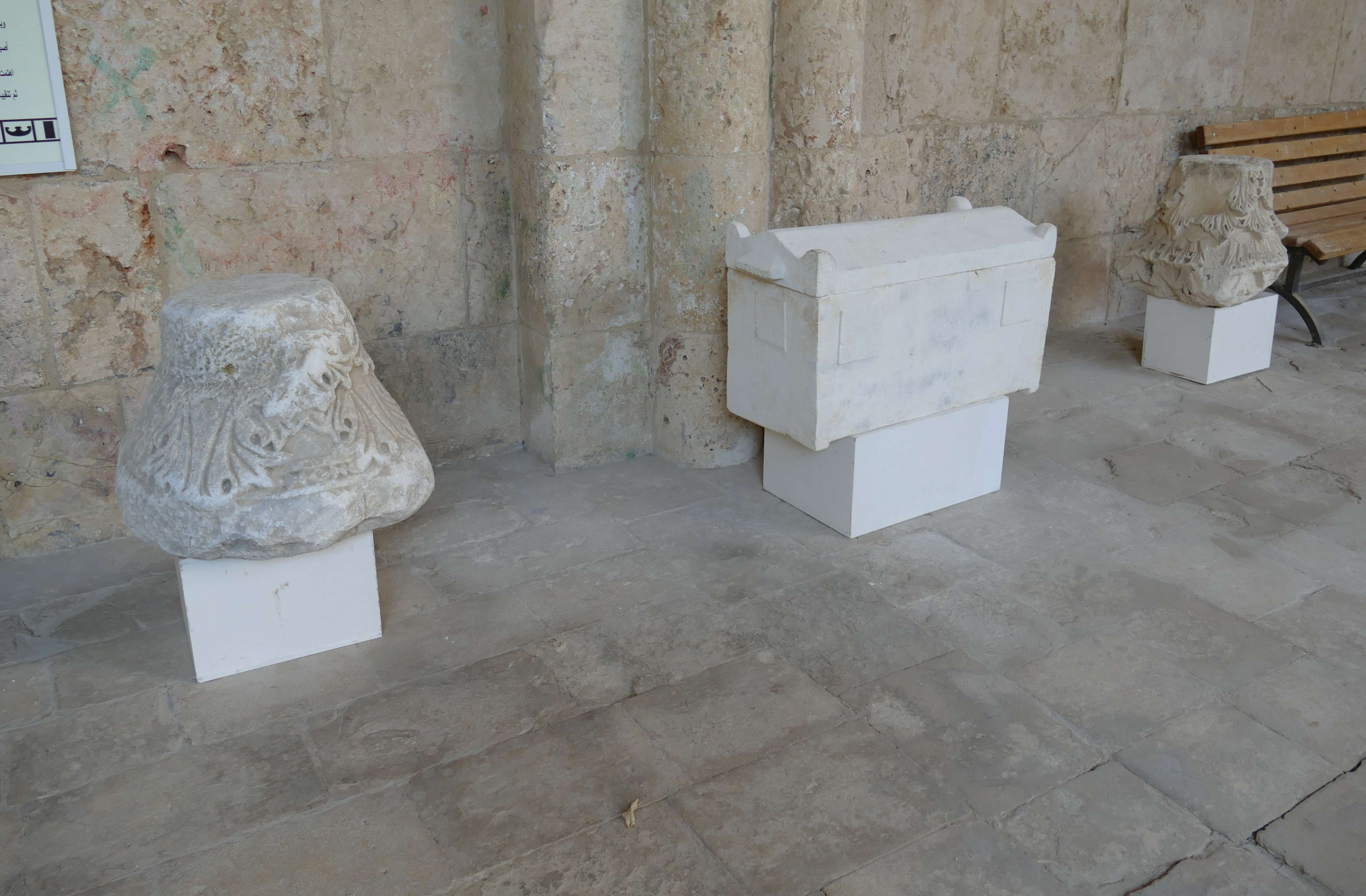
Restos de las iglesias cristianas
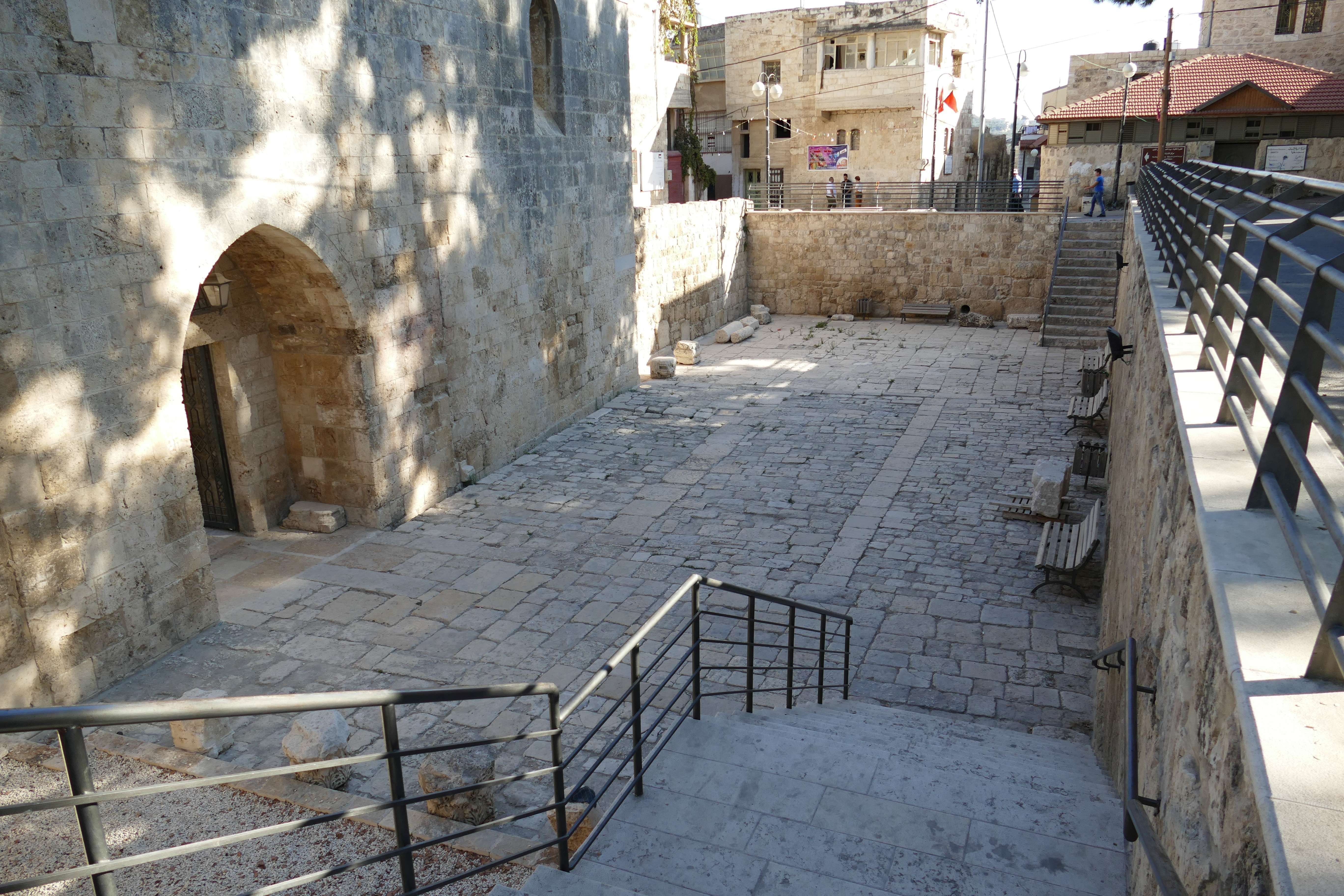
Entrada a la mezquita
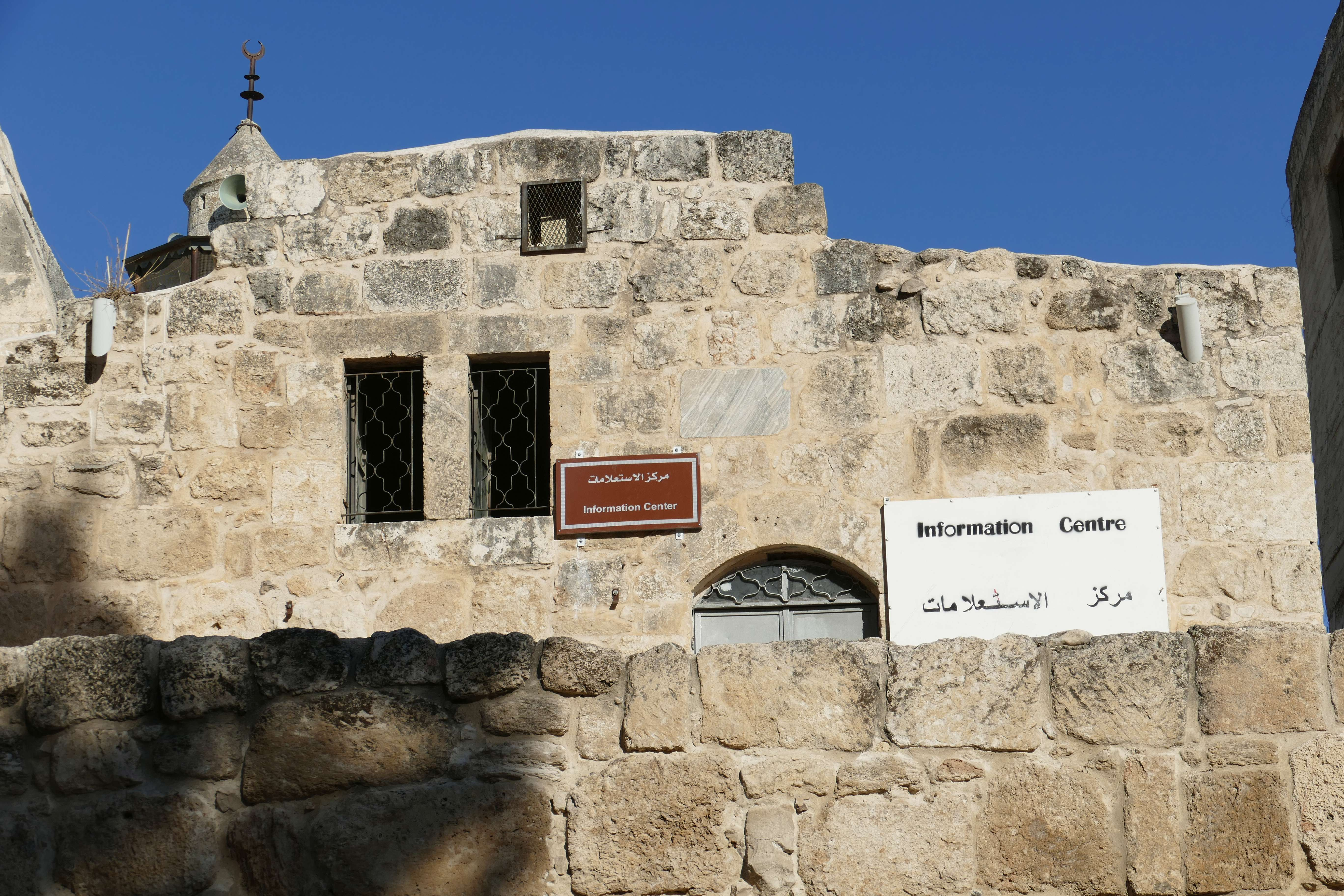
Centro de información de turistas
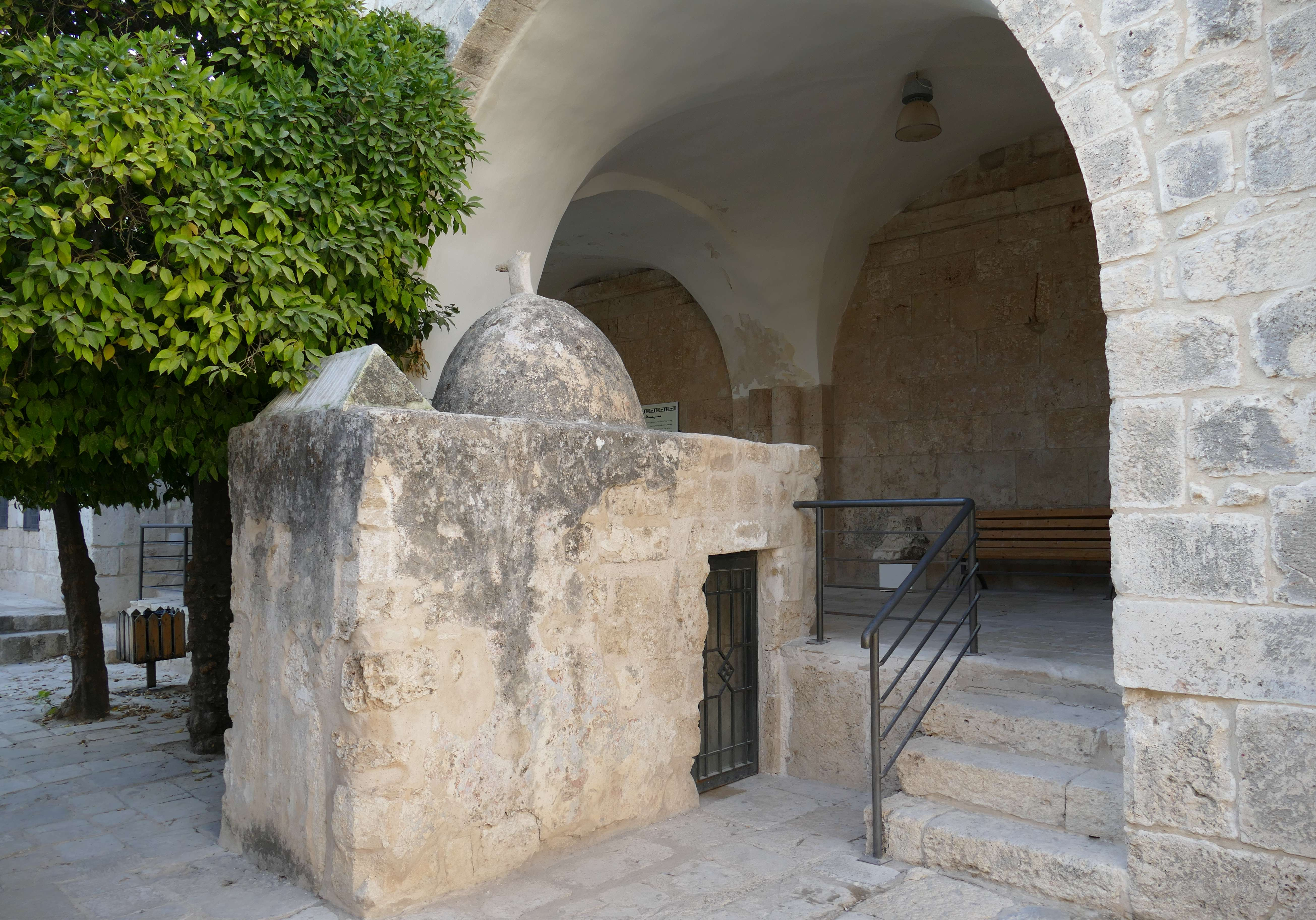
Patio interior de la mezquita
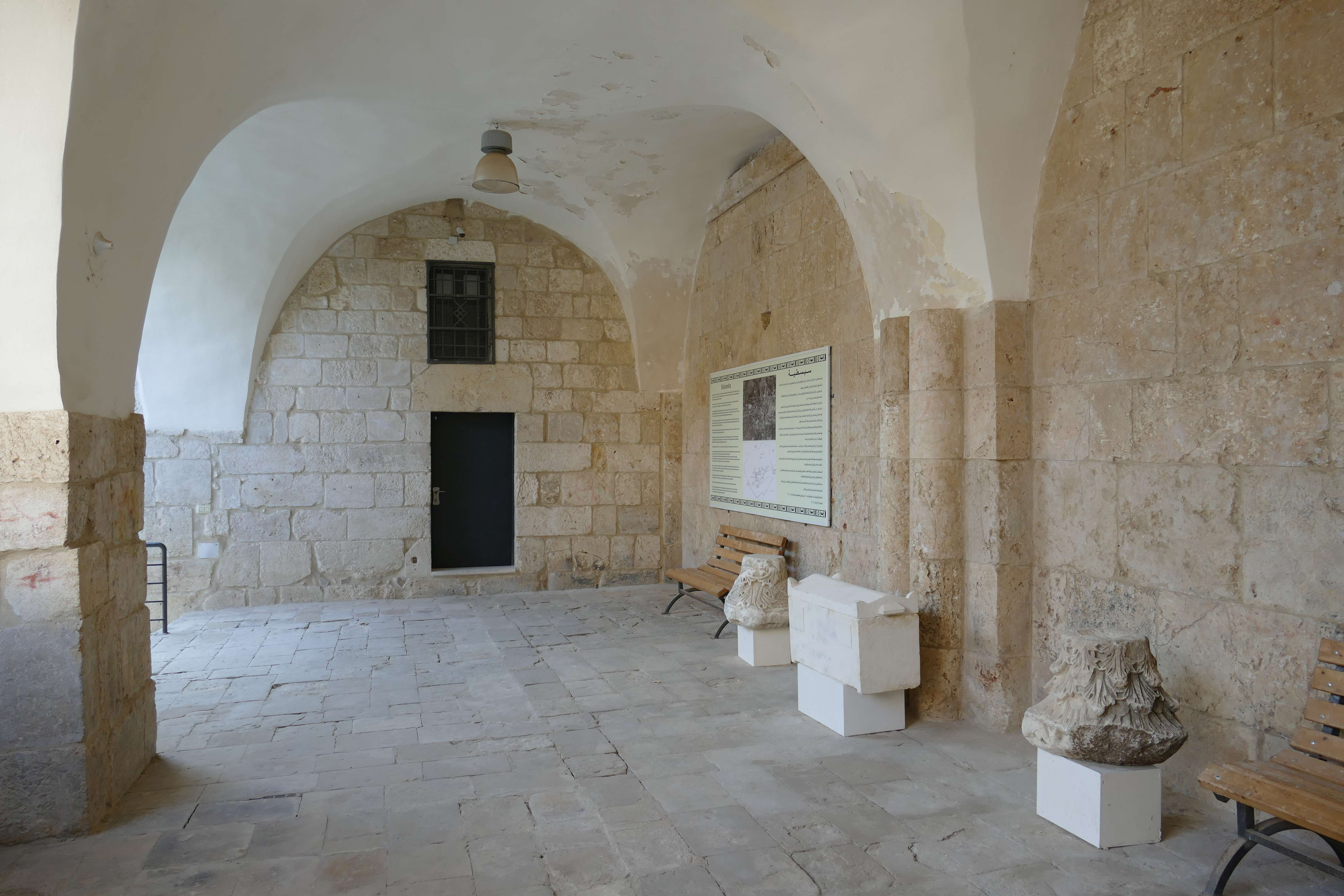
Zonas exteriores de la mezquita
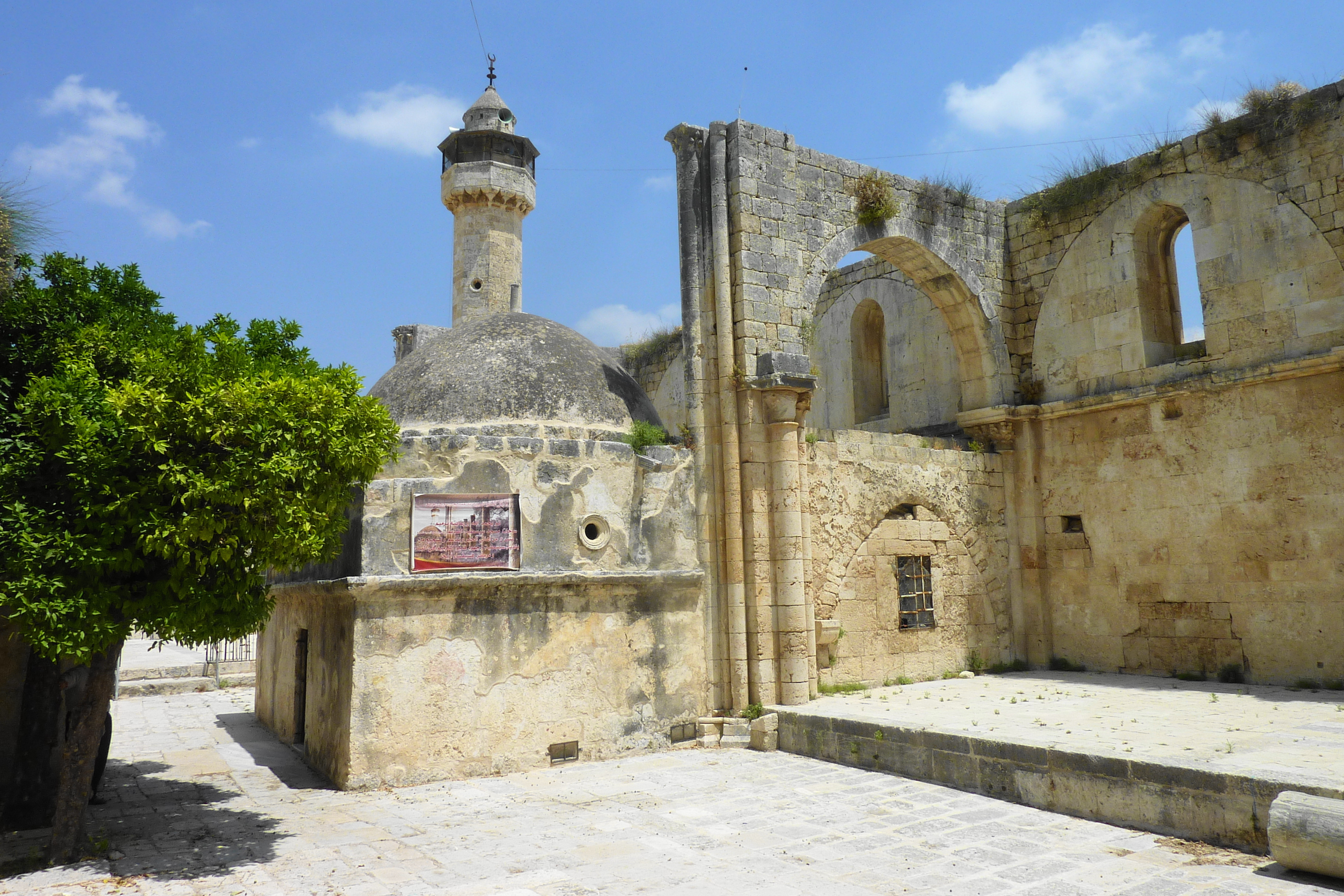
Pequeño recinto abovedado